# Cathrine Dekkerhus
Cathrine Høegh Dekkerhus, född 17 september 1992 i Kongsvinger, är en norsk fotbollsspelare. Dekkerhus är mittfältare och spelar för LSK Kvinner FK i Toppserien. Hon har tidigare spelat för Stabæk.
Dekkerhus debuterade i landslaget 12 januari 2013 mot Sydkorea. Dekkerhus deltog i Norges trupp till EM 2013.